# Paul Tiyambe Zeleza
Paul Tiyambe Zeleza (n. mai 1955 - ) este un istoric, critic literar și romancier născut în Salisbury, Rhodesia, acum Harare, Zimbabwe, din părinți nativi ai Malawi.